# Адміністративний устрій Автономної Республіки Крим
В адміністративному відношенні Автономна Республіка Крим складається з 10 районів.

## Райони
Після 7.09.2023 року територія АР Крим згідно правил нового адміністративно-територіального устрою, поділена на 10 районів:
1. Бахчисарайський район.
2. Білогірський район.
3. Джанкойський район.
4. Євпаторійський район.
5. Керченський район.
6. Курманський район.
7. Перекопський район.
8. Сімферопольський район.
9. Феодосійський район.
10. Ялтинський район.

## Історія

### Кримська АРСР
Після приходу до влади більшовиків і утворення 18 жовтня 1921 Кримської АРСР адміністративно-територіальний поділ республіки неодноразово змінювалося.
На підставі резолюції ХІІ з'їзду РКП(б) «Про районування в окремих областях та республіках», а також спільної постанови Кримського ЦВК і РНК Кримської АСРР від 16 серпня 1923 р, округи на півострові було скасовано і затверджено новий поділ на 15 районів: Ак-Мечетський, Алуштинський, Вірменський, Бахчисарайський, Джанкойський, Євпаторійський, Керченський, Карасубазарський, Сарабузький, Севастопольський, Сімферопольський, Старокримський, Судацький, Феодосійський, Ялтинський. Причому деякі райони були ліквідовані майже відразу після їх створення, а їх територія була приєднана до інших районів. Постановою Президії Кримського ЦВК від 19 липня 1924 р. «Про районування в Криму» (затвердженої 04.09.1924) скасовувалися Старокримський і Алуштинський райони, їх територія приєднувалася до Феодосійського і Ялтинського районів. Наступним рішенням Президії Кримського ЦВК були скасовані як самостійні одиниці Вірменський, Сарабузький і Ак-Мечетський райони. Перший з них було приєднано до Джанкойського, другий — до Сімферопольського, третій — до Євпаторійського районів.
1926 року були визначені і затвердженні міста (міські поселення).
У 1930 р. було додатково створено ще 6 районів. В тому числі: Фрайдорфський єврейський національний район (населення району складало 26 тис. осіб; з них 33 % — євреї, росіяни — 25 %, кримські татари — 20 %, німці — 15 %), Біюк-Онларський німецький національний район, Ішунський, Ак-Мечетський, Алуштинський та Сейтлерський кримськотатарські національні райони (на 1930 р. районів було 16).
На початку 1935 р. відповідно до рішення листопадового пленуму ЦК ВКП (б) було проведене нове районування. В результаті були створені ще 9 нових районів, у тому числі Тельманівський з німецьким населенням до 50 %, Лариндорфський з єврейським населенням до 60 %, Куйбишевський з кримськотатарським населенням до 95 %.
До 1937 року їх число було збільшено до 26 — в 1937 р. був створений Зуйський район.
Сімферополь, Севастополь, Керч, Феодосія та Ялта були виділені зі складу районів в окремі адміністративні одиниці.
Деякі райони мали національний статус: Балаклавський, Куйбишевський, Бахчисарайський, Ялтинський, Алуштинський, Судацький — кримськотатарські (6), Фрайдорфський і Лариндорфський — єврейські, Бююк-Онларський і Тельманський — німецькі, Ішунський (пізніше Красноперекопський) — українська. Та 441 сільська рада, в тому числі 178 кримськотатарських,130 російських, 40 німецьких, 32 єврейських.
До початку Німецько-Радянської війни всі райони та національні сільради втратили національний статус (у 1938 році — німецькі, в 1939 — єврейські, потім всі інші) в результаті ухвалення Президією Верховної Ради Автономії таємної постанови про ліквідацію 19 національних сільських рад і реорганізацію 11 національних сільських рад у ради без врахування національного складу населення (1938).
На карті кримськотатарські райони виділені бірюзовим, єврейські — синім, німецькі — червоним, український — жовтим, змішані райони — рожевим.
|                                         |                                               |
| 1 Акмечитський (Ак-Мечетський) район    | 14 Красноперекопський район                   |
| 2 Акшейхський (Ак-Шейхський) район      | 15 Куйбишевський район (центр Албат)          |
| 3 Алуштинський район                    | 16 Лариндорфський район (центр Джурчі)        |
| 4 Балаклавський район                   | 17 Ленінський район                           |
| 5 Бахчисарайський район                 | 18 Маяк-Салинський район                      |
| 6 Бююк-Онларський район                 | 19 Сакський район                             |
| 7 Джанкойський район                    | 20 Сеїтлерський район                         |
| 8 Євпаторійський район                  | 21 Сімферопольський район                     |
| 9 Зуйський район                        | 22 Старокримський район                       |
| 10 Ічкинський район                     | 23 Судацький район                            |
| 11 Калайський район                     | 24 Тельманський район (центр Курман-Кемельчи) |
| 12 Карасубазарський район               | 25 Фрайдорфський район                        |
| 13 Кіровський район (центр Іслям-Терек) | 26 Ялтинський район                           |
| 27 Севастополь                          |                                               |

Напад Німеччини на СРСР спричинив зміну адміністративно-територіального устрою в Криму. Крим разом з південними частинами Запорізької і Миколаївської областей ввійшов до складу Генерального округу «Таврія» — складову частину Рейхскомісаріату «Україна». Центром його стало місто Мелітополь. Станом на 1 вересня 1941 р. територія округу складала 22900 квадратних кілометри та нараховувала 661981 особу. В 1943 р. округ «Таврія» складався з 4 штадткомісаріатів: Сімферополь, Севастополь, Керч, Мелітополь і 14 районних областей з центрами в Євпаторії, Джанкої, Курман-Кемельчі, Сімферополі, Ялті, Севастополі, Ічнах, Судаку, Керчі, Урюпінську, Каховці, Геніченську, Акимовці і Мелітополі, які складалися з районного центру і навколишніх населених пунктів. Щоправда, така адміністративна структура існувала лише на карті, оскільки Крим до моменту його звільнення знаходився під подвійним управлінням: номінально — під цивільним, а фактично — під воєнним.

### Кримська область
Проте 30 червня 1945 р. Кримську АРСР було перетворено на Кримську область у складі РРФСР.
(Як стверджує Д. Велігодський, це було зроблено з порушенням конституцій СРСР, РРФСР та Кримської АРСР. А ці нормативні акти (про ліквідацію автономії) були визнані Верховною Радою СРСР у 1989 р. «незаконними і репресивними»).
- У 1944, 1945 та 1948 рр. проведена значна низка перейменувань.[7][8][9]
- У лютому 1954 р. з РРФСР до складу УРСР була передана Кримська область[10] — як депресивний регіон для відродження та відбудови народного господарства.[11][12]
- 24 квітня 1957 р. ліквідовано Балаклавський район[13]; у 1959 р. скасовано ще 2 райони.[14]
- У 1962 р. після укрупнення сільських районів залишилось 10 районів[15]. Таким чином скасовувались 11 районів[16][17]: Азовський, Кіровський, Куйбишевський, Октябрьський, Первомайський, Приморський, Роздольненський, Сакський, Сімферопольський, Совєтський та Судацький.
- 11.02.1963 Євпаторійський р-н перейменовано на Сакський район (з перенесенням районного центру).[18]
- 10.06.1964 Алуштинський р-н ліквідований, м. Алушта віднесена до категорії міст обласного підпорядкування.[19]
- У 1965 р. деякі з них були відновлені до 12[20][21]: Бахчисарайський, Білогорський, Джанкойський, Кіровський, Червоногвардійський, Красноперекопський, Ленінський, Нижньогірський, Роздольненський, Сакський, Сімферопольський, Чорноморський
- У грудні 1966 р. відновилось ще 2 райони: Первомайський та Совєтський.[22]
- 07.12.1979 — утворено Судацький район[23]

### Автономна Республіка Крим до 2014: райони і міськради
Райони:
1. Бахчисарайський район
2. Білогірський район
3. Джанкойський район
4. Кіровський район
5. Красногвардійський район
6. Красноперекопський район
7. Ленінський район
8. Нижньогірський район
9. Первомайський район
10. Роздольненський район
11. Сакський район
12. Сімферопольський район
13. Совєтський район
14. Чорноморський район

Території, підпорядковані міським радам:
1. Алуштинська міська рада
2. Армянська міська рада
3. Джанкойська міська рада
4. Євпаторійська міська рада
5. Керченська міська рада
6. Красноперекопська міська рада
7. Сакська міська рада
8. Сімферопольська міська рада
9. Судацька міська рада
10. Феодосійська міська рада
11. Ялтинська міська рада

Як можна бачити з наведеної карти, деякі з цих 11 територій займають велику площу і включають в себе багато населених пунктів крім міста-центру. Глави районів призначаються Президентом України за поданням прем'єр-міністра Криму, а голови міст обираються загальним голосуванням.
Регіони, в свою чергу, складаються з міських, селищних та сільських громад.
Територія, підпорядкована міській раді Севастополя, а також північна частина Арабатської стрілки, що відноситься до Херсонської області розташовані на Кримському півострові, але не входять до складу автономної республіки.

### Російська окупація
У лютому-березні 2014 року майже вся територія Кримського півострову була окупована російськими загарбниками, а 18 березня — анексована Російською Федерацією, що знайшло відображення у так званому договорі про прийняття Криму до складу Росії.
Окупаційна влада не вносила суттєвих змін в адміністративний поділ на півострові — усі райони і території міськрад отримали статус муніципальних утворень.